# Cymothoe marginata
Cymothoe marginata är en fjärilsart som beskrevs av Crowley 1890. Cymothoe marginata ingår i släktet Cymothoe och familjen praktfjärilar. Inga underarter finns listade i Catalogue of Life.